# Drakengard 3
Drakengard 3, conocido en Japón como Drag-On Dragoon 3, es un rol de acción videojuego desarrollado por Access Games y publicado por Square Enix en exclusiva para PlayStation 3 . Es el tercer juego de la serie Drakengard y una precuela de la aventura original de la PS2. El videojuego, como el resto de la serie, presenta una mezcla de combates terrestres de hack-and-slash con algunas secciones puntuales de batallas aéreas. La historia se centra en Zero, una mujer que puede manipular la magia a través de la canción. Al asociarse con un dragón llamado Mikhail, Zero se dispuso a matar a sus cinco hermanas, que gobiernan las regiones del mundo. Mientras viaja y avanza la historia, el jugador descubre la verdadera razón detrás del periplo sangriento de Zero.
El juego, creado para atender a un público de juegos de rol más hardcore, fue desarrollado por el mismo equipo que creó el Drakengard original y el spin-off de la serie Nier, incluido el productor Takamasa Shiba, el director Yoko Taro y el escritor Sawako Natori. La música fue compuesta por Keiichi Okabe, quien también anotó Nier. A diferencia de los títulos anteriores de la serie, el equipo desarrolló el juego en Access Games, debido a la experiencia de la compañía en el desarrollo de títulos de acción y al deseo del equipo de abordar las críticas planteadas en la jugabilidad de los juegos Drakengard anteriores. 
Drakengard 3 recibió críticas y ventas mixtas a positivas en Japón y críticas mixtas en el oeste. El juego y combate terrestre junto con la historia fueron generalmente elogiados, mientras que las críticas comunes se centraron en el juego a bordo del dragón, los gráficos desfasados y múltiples problemas técnicos.

## Videojuego
Drakengard 3 presenta un juego de hack-and-slash y combate aéreo en un dragón, como en las entradas anteriores de la serie. El jugador controla al protagonista principal Zero durante toda la campaña y para la mayoría de los niveles está acompañado por hasta dos compañeros controlados por IA. En el combate terrestre, Zero realiza múltiples ataques contra varios enemigos. Estos se pueden combinar en combos, que llenan el Indicador de tensión de Zero. Cuando el medidor se llena en cualquier grado, Zero puede ingresar temporalmente al modo Intoner, un estado hiperactivo que le permite moverse rápidamente y causar un gran daño a los enemigos al tiempo que la hace inmune al ataque. A medida que Zero sube de nivel, las armas se vuelven más poderosas y Zero obtiene acceso a múltiples tipos de armas a medida que avanza el juego. Cada tipo de arma produce un conjunto diferente de movimientos de ataque. A diferencia de los títulos anteriores de la serie, el jugador no tiene que pausar los juegos para cambiar de arma, sino que puede hacerlo en cualquier momento de forma dinámica lo cual ejecuta un ataque extra al cambiar entre armas.
Zero puede cambiar entre cuatro tipos de armas: espadas, lanzas, brazales de combate y chakrams. Cada arma tiene un límite de cuatro niveles y se puede subir de nivel mediante combate o gastando el dinero adquirido durante los niveles. Cada arma tiene diferentes efectos dependiendo del tipo de enemigo y la situación de combate, siendo las lanzas útiles contra enemigos fuertemente blindados o blindados y las espadas son armas predeterminadas. Mientras explora niveles, Zero puede recoger objetos de cofres y enemigos caídos que ganan dinero para comprar pociones, así como comprar y nivelar armas. Zero también puede completar misiones secundarias a medida que el jugador avanza en el juego: estas misiones secundarias se ubican dentro de áreas de niveles normales y limitaciones en las habilidades del jugador. El rendimiento del jugador durante ellos gana elementos especiales y la cantidad de elementos que ganas aumenta con la cantidad de enemigos asesinados.
Para el combate aéreo, Zero monta a su dragón Mikhail. Los dos tipos principales de combate aéreo son las misiones de estilo tirador de rieles y el combate de itinerancia libre que permite el combate aéreo y terrestre. Mikhail tiene múltiples tipos de ataque a su disposición: mientras está en el suelo, después de que Zero haya montado, el dragón puede atacar con su aliento de fuego o realizar un ataque de barrido usando sus alas. Durante el combate en el aire, Mikhail puede lanzar fuego al suelo y a los enemigos en el aire o realizar un ataque de embestida. Mikhail es totalmente controlable mientras está en el aire, volando por el entorno y siendo capaz de evadir el fuego enemigo. El ataque principal de Mikhail, el fuego de respiración, presenta una función de bloqueo que puede atrapar a múltiples enemigos. Mikhail también puede ingresar al modo Intoner mientras Zero está montado, lo que aumenta la cantidad de daño que puede causar. Durante las misiones terrestres, Zero también puede llamar a Mikhail para que inflija daño a las unidades enemigas.
Al igual que otros videojuegos del director Yoko Taro, la historia completa de Drakengard 3 se compone de múltiples rutas con sus finales. La narración principal está estructurada en 6 capítulos, cada uno compuesto por versos.
Rama A: Se supera al completar los 36 versos desde el Capitulo 0 hasta el final del Capitulo 5. Y al avanzar en el argumento de las rutas subsiguientes, también se desbloqueará un Verso perdido.
Rama B: Requiere superar la Rama A. Este camino nace de una ramificación del Capítulo 3 y se compone de 5 Versos, más un Verso perdido.
Rama C: Requiere superar la Rama B. Este camino diverge del Capitulo 4 y se compone de 5 Versos, más un Verso perdido.
Rama D: Requiere superar la Rama C, los Versos Perdidos y conseguir el 100% de Armas. Esta última línea se compone de 9 Versos.

## Argumento

### Mundo y Personajes
Drakengard 3 tiene lugar aproximadamente cien años antes de los eventos de Drakengard, actuando como una precuela de los dos primeros juegos de la serie. A pesar de ser una precuela, Drakengard 3 sigue principalmente líneas de tiempo separadas no relacionadas con los eventos de Drakengard. En épocas anteriores, la tierra fue devastada por el conflicto entre los señores de la guerra. En el apogeo de la carnicería, aparecieron cinco figuras misteriosas llamadas Intoners (entonadoras) y, usando su habilidad para utilizar la magia a través de la canción, derrotaron a los caudillos y terminaron el conflicto. Debido a esto, se las venera como deidades y se convierten en gobernantes de varias regiones de la tierra. Un tiempo no especificado más tarde, en el presente del juego, el Intoner más fuerte, One, desea unir a los cinco una vez más y traer estabilidad a la tierra. La fuente del poder de los Intoners es una flor mágica malvada. Zero ( ゼ ロZero ), la principal protagonista y antihéroe, fue salvada de la muerte para ser utilizado como un instrumento para la destrucción de la humanidad. Zero desea destruir a todos los afectados por su poder, ella y sus 'hermanas' engendraron cuando Zero intentó suicidarse y garantizar la seguridad del mundo.
El jugador controla a Zero, quien ahora es considerado una traidora por las Intoners y sus seguidores debido a su misión de exterminarlas. Ayudándola en su búsqueda está el dragón Mikhail (ミハイル Mihairu), quien la ayuda y es su montura en la batalla aérea. Los otros cinco Intoners son: One (ワン Wan ) , la gobernante actual de las Intoners; Two (トウ Tou ) , el miembro más alegre del grupo y gobernante del País de la Arena; Three (スリイ Surii ), gobernante del País del Bosque y obsesiva con las muñecas ; Four (フォウ Fou ) , gobernante del País de Montaña y la única virgen del grupo; y Five (ファイブ Faibu), gobernante del País del Mar y una mujer consumida por la codicia por todo. Viajando con Zero en su búsqueda están los discípulos, un grupo que sirvió formalmente a las Intoners y acompaña a Zero después de que matan a sus dueñas originales. Incluyen: Cent (セント Sento ), un hombre tonto y demasiado confiado de sí mismo, así como el amante de los Dos Intoner; Octa ( オ ク タOkuta ), un hombre viejo y astuto obsesionado con el sexo; Decadus (デカート Decāto ) un guerrero caballeroso con un fetiche masoquista; y Dito (ディト Dito ), un joven cruel y sádico . Cada uno de los discípulos ayuda al Intoner a convocar ángeles y demonios a la batalla. El juego está narrado al jugador por Accord ( ア コ ー ルAkōru ), una androide de muchas creadas por el "viejo mundo" para monitorear y documentar todas las líneas de tiempo.

### Historia
Zero y su dragón Michael avanzan masacrando a todos en su camino hacia la Ciudad de la Catedral, la capital del continente desde el cual las Intoners gobiernan. El intento de Zero de matarlas directamente termina de forma desastrosa: ella y Michael están gravemente heridos por un ataque del dragón de One, Gabriel. Un año después de aquel asalto a la catedral, Zero y su dragón, ahora una reencarnación infantil, llamado Mikhail, deciden partir para intentar matar a los Intoners nuevamente. Primero viajan a la Tierra de los Mares para enfrentarse a Cinco: durante la pelea Cinco es asesinada por su discípulo Dito, quien la odia profundamente, a quien Zero pone a su servicio. Luego, el grupo viaja a la Tierra de las Montañas y se enfrenta a Cuatro: después de la muerte de Cuatro, Zero recluta a Decadus. Luego proceden a la Tierra de los Bosques. Allí, el discípulo de Three, Octa, intenta traicionar a su amante, pero ella lo obliga a ayudarla a luchar contra Zero. Al final Three es asesinada por Mikhail, quien luego es atacado y capturado por demonios convocados por Two y Cent. Zero los persigue hasta la Tierra de Arena, liberando a Mikhail del cautiverio y enfrentándose a los dos. Mikhail mata a Two y Cent se une a Zero. El grupo luego se abre camino hacia la Ciudad de la Catedral, donde Zero decide liberar el encantamiento de sus acompañantes y transforma a los Discípulos en sus verdaderas formas de paloma, liberándolos de su servicio a ella. Durante su batalla con One, Mikhail muere hiriendo a Gabriel, lo que le permite a Zero angustiado acabar con Gabriel y One. Zero es asesinado por un clon masculino de One, que decide crear una nueva orden religiosa en memoria de su "hermana" asesinada. Aquí termina la Rama A.
Después de esto, Accord cuenta tres series alternativas de eventos o "ramas", causadas por un grupo de singularidades (Zero, sus hermanas y los discípulos) que se unen. En la Rama B, mientras está en la Tierra de los Bosques y ya ha reclutado a Cent, Zero descubre que las hermanas sobrevivientes se vuelven locas por el poder de la flor: tres mueren por causas desconocidas, lo que hace que los soldados que estaban a su mando en el reino se vuelvan locos. Finalmente, el grupo encuentra que One ha sido asesinado por una Two trastornada. Traído de vuelta bajo su influencia, Cent se vuelve contra el grupo, matando a Octa y Dito. Two y Decadus se matan entre sí, mientras que Zero mata a Cent: antes de morir, Two y Cent convocan a su ángel Raphael, que envenena a Mikhail antes de ser asesinado. Para salvar a Mikhail, Zero activa el poder de la flor y forma un "pacto", de esa forma consigue revivirlo. En la Rama C, después de rescatar a Mikhail de la fortaleza de Two, los poderes de Two devuelven al dragón a su forma inicial sin evolucionar. Al llegar a la Ciudad de la Catedral, el grupo se enfrenta a Two, que destruye a los cuatro discípulos cuando la matan. Zero luego se enfrenta a One, quien revela que ella conoce la verdadera naturaleza de los Intoners y revela el plan de Zero y la razón de su asociación con Mikhail: una vez que las otras Intoners fueran asesinadas Mikhail debe matar a Zero y de esa manera destruir el poder de la flor, lo cual solo puede realizar un dragón. Gabriel y Mikhail se matan entre sí y Zero y One participan en una batalla enfurecida. Después de matar a One, Zero, todavía en estado de shock por la muerte de Mikhail, se pone en marcha para tratar de encontrar otro dragón que pueda matarla. Está implícito en el informe de cierre de Accord que ella falla.
En la cuarta y última Rama D del conjunto de líneas de tiempo de Zero, a medida que avanza en su búsqueda, se encuentra con cada una de sus hermanas poseídas por el poder de la flor, e interactúa directamente con Accord. En cada batalla con las hermanas, los Discípulos convocan a sus ángeles de ataque lo cual culmina con ellos transformados en palomas, al no estar acompañado de sus Intoners los discípulos utilizan toda su energía al invocar, hasta que solo queda Octa. En Cathedral City, Zero y Octa se enfrentan a One mientras Mikhail desafía a Gabriel. Octa se sacrifica para contener a One. Finalmente, Accord decide intervenir y se sacrifica para que Zero pueda matar a One, lo que a su vez mata a Gabriel y salva a Mikhail. Al absorber el poder de los cinco Intoners, Zero se transforma en un monstruo de piedra y se enfrenta a Mikhail en una batalla al estilo de un juego de ritmo. Al ganar, Mikhail destruye al monstruo y la voz de Accord declara que el mal de la flor ha sido sellado, aunque todavía existe la posibilidad de que reaparezca en otro momento y lugar. Ella también sospecha que Zero podría haber sobrevivido. En una escena posterior a los créditos, una nueva versión de Accord reemplaza la destruida por Zero y muchos otros se unen a ella para ayudar a registrar eventos mundiales. Mientras se dispersan, el nuevo Accord habla con el jugador, esperando verlos nuevamente y agradeciéndoles por jugar, antes de que la pantalla se oscurezca. 

## Desarrollo
Drakengard 3 fue concebido cuando Takamasa Shiba y Taro Yoko, el respectivo productor y director del juego original, se conocieron años después de que Cavia, la compañía donde crearon la serie, fuera absorbida por AQ Interactive. Los dos primeros planes resucitados para crear una tercera entrada en la serie. Como parte del proceso de lluvia de ideas, la compañía utilizó cuestionarios de admiradores, de los cuales el equipo descubrió que muchos querían una historia oscura similar a Nier para la próxima entrada de la serie. Hablando sobre la creación del juego, Shiba dijo que Drakengard 3 se hizo en parte porque la compañía estaba haciendo menos juegos de consola RPG para un solo jugador y deseaba capturar la atmósfera de los días anteriores. Además, esa era la ambición de Shiba de mostrar que la base de fanáticos de los juegos de rol era ahora una comunidad convencional que quería una experiencia de juego más hardcore. El juego fue desarrollado por Access Games, que se caracterizó por el horror de supervivencia Deadly Premonition. Shiba señaló que la compañía era "realmente buena en la creación de juegos de acción", lo que permitiría al equipo abordar las críticas formuladas en los juegos anteriores de la serie por su pobre combate y al mismo tiempo poder elaborar una historia fiel a la serie Drakengard. La producción comenzó en 2011, después de que Shiba contactó con Access Games durante el Tokyo Game Show de ese año. Cuando el juego se presentó a principios de 2013, estaba completo en un 60%, y Yoko comentó: "No es Drakengard ni Nier. Si esperas eso, estarás decepcionado". La apertura cinemática CGI fue creada por Visual Works. La escena se basó en un guion gráfico producido por Yoko, y el director Kazuyuki Ikumori pretendía embellecer la escena a pesar de su contenido sangriento. Visual Works también manejó las escenas de corte en el juego, con un miembro del personal describiéndolo como un período difícil, ya que necesitaban producir más de 100 minutos de escenas en un corto período de tiempo.

### Diseño del Universo
Kimihiko Fujisaka, diseñador de personajes para las entradas anteriores de la serie, repitió su papel. Al diseñar los personajes, Fujisaka usó la inspiración de la "Europa medieval" de los dos juegos anteriores para los enemigos, mientras se inclinaba hacia diseños más modernos para los personajes principales. Además de Fujisaka, el actor de doblaje Shinnosuke Ikehata , regresó a esta entrega y, el escritor Sawako Natori, que había trabajado en Drakengard, Drakengard 2 y Nier, también volvieron para escribir el escenario con Yoko. La historia fue escrita para tener "un buen equilibrio de oscuridad y humor", según Shiba: dijo que había "realmente un poco de oscuridad, en el diálogo en el juego, por ejemplo". El equipo no quería convertirlo en una historia completamente oscura, sino que todavía tenía escenas de las que la gente podía reírse. Yoko no quería que las emociones de los diversos personajes cayeran en estereotipos simples, o que hubiera una visión simplista de la situación. También quería crear una imagen extraña "anormal" para los jugadores: la instancia citada era el contraste entre el miedo y el terror que mostraban los soldados enemigos y el diálogo a menudo vulgar entre Zero y sus compañeros. También declaró que pasó por una gran parte del desarrollo del juego "a medias".
Durante el proceso de desarrollo de la historia, el equipo eligió a una protagonista femenina como líder del juego, en contraste con los juegos anteriores, que habían presentado protagonistas masculinos, junto con una gran cantidad de otros personajes femeninos: esto se debió principalmente a que todas las demás propuestas habían sido rechazado o desechado. Muchos aspectos del diseño y las habilidades de Zero tenían la intención de evocar la atmósfera arenosa del juego, mientras que la flor que crecía en su ojo casi se cortaba cuando Shiba pensaba que sería un gran riesgo para la serie cuando se combinaba con el juego. género del personaje un par de ideas de Yoko que fueron recortadas o rechazadas durante el desarrollo incluyeron un entorno totalmente contemporáneo con una protagonista de colegiala, y llamaron al juego Drakengard 4 en lugar de Drakengard 3, con la historia que gira en torno a la búsqueda de la entrega que falta en la serie. Yoko, Natori y el escritor suplementario Emi Nagashima fueron conjuntamente responsables de crear las personalidades de los discípulos. Yoko quería que Nagashima le escribiera a Cent para ser lo más idiota posible, mientras que recibió algunos comentarios negativos por su interpretación de Decadus a pesar de sus mejores esfuerzos. Octa era el personaje que Natori y Nagashima entendían mejor, aunque a Nagashima le resultaba difícil escribir su novela. Mientras escribía el diálogo de Mikhail, Yoko le pidió a Natori que personificara las buenas cualidades de los animales y los niños en él. En lugar de ser realista, Natori tomó prestados elementos de otra ficción para crear su personalidad, encontrándolo más divertido de escribir. El diálogo entre Zero y sus discípulos fue escrito por Yoko para contrastar en contenido con el combate violento. En el juego se incluyeron elementos de ruptura de la cuarta pared, como algunos de los diálogos de Zero o las acciones de Accord durante el final final: esto actuó como una devolución de llamada a Drakengard, y para sugerir que el mundo real era simplemente otra rama del universo Drakengard.
El diseño de Fujisaka para Zero fue el primero en ser aprobado por Yoko. Los otros Intoners fueron diseñados bastante rápido después de eso: Yoko le dijo a Fujisaka que "piense en Puella Magi Madoka Magica" al diseñarlos. Cada personaje tenía diferentes temas de diseño: por ejemplo, Five era desnudez y prendas de punto, Four era su capitana, y Two era ropa interior y "lolita". Se suponía que tres tenían flequillo cubriendo su rostro y múltiples horquillas, pero esto se cayó. Los nombres basados en números de los personajes y los diferentes colores de ojos estaban destinados a ayudar a los jugadores a identificarlos, mientras que los aspectos del diseño de Zero se incorporaron a los otros Intoners para enfatizar sus conexiones. Los apóstoles fueron diseñados y aprobados rápidamente ya que no eran una alta prioridad. Fueron diseñados alrededor de los mejores arquetipos masculinos: Cent, originalmente el sádico del grupo, era el "niño bonito", Octa era el "hombre viejo", Decadus era el "hombre de mediana edad" y Dito era el "niño pequeño".

### Música
La música del juego fue compuesta por Keiichi Okabe, quien también creó la partitura para Nier. Okabe deseaba igualar el trabajo de Nobuyoshi Sano, encontrando que crear una nueva experiencia. Yoko también le pidió que no siguiera la ruta musical de Drakengard o Nier y se inspiró en el tema del juego "el sentido del contraste". Una de las canciones del juego, "Kuroi Uta" ( ク ロ イ ウ タ, Black Song), fue cantada por Eir Aoi, una cantante nativa de Hokkaido que era un fanático confeso de la serie Drakengard. Su gusto por la serie fue la razón por la que Shiba la seleccionó para interpretar la canción. La letra fue escrita por Kikuchi Hana, uno de los escritores de escenarios de Nier. La segunda canción del juego, "This Silence Is Mine", utilizada en el tráiler del juego Tokyo Game Show, fue especialmente escrita y cantada por Onitsuka Chihiro. Drag-on Dragoon 3 Original Soundtrack se lanzó el 21 de enero de 2014 con el número de catálogo SQEX-10414 ~ 5. Las canciones temáticas fueron lanzadas como parte de la banda sonora y como singles.

## Lanzamiento y mercancía
Drakengard 3 recibió algunas vistas previas del juego y fue promovido en forma de novelas: esto se debió a que Shiba deseaba que la historia del juego fuera un misterio para los jugadores. El juego originalmente estaba destinado a ser lanzado en octubre de 2013 en Japón, pero se retrasó a diciembre debido a que Square Enix quería mejorar la calidad general del juego y garantizar que cumpliera con las expectativas de los fanáticos. Si bien recibió un lanzamiento físico y digital en Japón y América del Norte, Drakengard 3 se lanzó en formato digital solo en Europa. También se localizó en chino con la ayuda de Sony Computer Entertainment Japan Asia, en un intento de aprovechar activamente el mercado de habla china. La edición de coleccionista lanzada en Japón también incluyó un atuendo inspirado en Kainé, la protagonista femenina de Nier. También se lanzó una edición de colección limitada en Norteamérica, Europa y Australia a través de Square Enix. Contenía una novela precuela sobre los personajes principales del juego, un escenario que involucra a One y DLC para la actuación de voz japonesa y un disfraz para Zero inspirado en el protagonista del primer juego. 
Junto al juego, también se lanzaron dos manga en Japón escritos por Emi Nagashima bajo su seudónimo Jun Eishima: Drag-On Dragoon: Utahime Five , una precuela centrada en los otros Intoners, y Drag-On Dragoon: Shi ni Itaru Aka, que actúa como la secuela del juego. Ambos manga fueron creados y escritos con la supervisión de Yoko. El juego se complementó con múltiples paquetes de DLC: incluyeron múltiples conjuntos de personajes para Zero inspirados en protagonistas de series anteriores, adornos cosméticos para Mikhail y seis capítulos de precuelas que detallan eventos pasados en las vidas de Zero y sus hermanas. Este DLC fue lanzado más tarde en el oeste junto con música alternativa para las secuencias del modo Intoner de Zero. ASCII Media Works también publicó una guía completa del juego, que incluía guías de la historia de la serie y una novela de Shi ni Itaru Aka que contaba los eventos de Drakengard. Una novela, Drag-on Dragoon 3 Side Story, fue lanzada el 28 de agosto de 2014. La novela detalla una quinta serie de eventos que conectan las narrativas de Drakengard 3 y Drakengard, ya que ninguno de los finales del juego lo hizo.

## Recepción
Durante su primera semana a la venta en Japón, Drakengard 3 vendió 114.024 copias, quedando cuarto en las listas de ventas japonesas y alcanzó las 125.500 unidades a finales de año. Las ventas físicas totales en Japón a mayo de 2014 han alcanzado 150,866 unidades. Se alcanzó el lugar 79° en Famitsu 'lista de 100 títulos más vendidos del año S, mientras que alcanzó el lugar 62.º Dengeki Online' lista de S. Drakengard 3 recibió un 34/40 de Famitsu , y los cuatro revisores le dieron puntuaciones de 9, 9, 8 y 8. El juego recibió críticas "promedio", según el videojuego occidentalRevisar el agregador Metacritic. Todd Ciolek de Anime News Network nombró Drakengard 3 Juego del año en 2014.
La historia recibió críticas mixtas. Dengeki PlayStation lo llamó la mejor historia de la serie Drakengard , mientras que Famitsu fue generalmente positivo sobre el mundo y los personajes, alabando el diálogo de los personajes. Chris Carter de Destructoid declaró que la historia lo obligó a "avanzar y descubrir todo por sí mismo", mientras que el diálogo entre los personajes era divertido y sus relaciones entretenidas. Kimberley Wallace, de Game Informer , se mostró menos entusiasta y dijo que si bien hubo algunas escenas interesantes, "la narrativa y los personajes hacen muchos pasos en falso". IGN Meghan Sullivan criticó la historia por ser demasiado lenta y demasiado dependiente del conocimiento previo de los juegos anteriores, y llamó a los personajes principales "mal escritos". Heidi Kemps de GameSpot generalmente elogió la historia, especialmente las formas en que se burló del género y se centró en los muchos caminos que el juego llevó a los jugadores, mientras que Becky Cunningham de GamesRadar calificó la historia como "la razón principal para jugar el juego, especialmente cuando se acerca a la fantasía medieval con una comedia oscura en lugar de tropos directos". Chris Schilling, de Eurogamer, dijo que el juego se desarrollaba "como una comedia negra como el azabache", y calificó su narración mucho más fría que la de Nier, mientras alababa a Zero"
A diferencia de los títulos anteriores de la serie, el juego recibió elogios. Dengeki elogió el rediseñado sistema de batalla, citando la capacidad de cambiar de arma instantáneamente como su mejor característica. Famitsu también fue positivo, a pesar de no tener muchas características distintivas para separarlo de otros videojuegos en el género. Sullivan elogió el aspecto básico de la jugabilidad, especialmente el Modo Intoner de Zero, pero criticó la jugabilidad del dragón como incómoda y exacerbada por el mal diseño del control. Cunningham dijo que el combate "mantendrá a los jugadores en sus dedos de los pies", elogiando el equilibrio entre el poder del personaje y el enemigo y la habilidad de cambiar de arma, pero siendo más confuso sobre el juego del dragón. Carter llamó al juego de acción su "parte favorita", refiriéndose a él como una versión de combate más rápida y fluida de la serie Dynasty Warriors, mientras que Kemps lo encontró en general satisfactorio a pesar de su simplicidad, mientras citaba las secciones del dragón como "bienvenidas, si no siempre particularmente bien diseñado, romper con apuñalar a las tropas directamente ". Wallace era positivo acerca de muchos aspectos del sistema, pero declaró que estaba empantanado por el diseño del nivel y los movimientos predecibles del enemigo. Schilling disfrutó del juego basado en tierra a pesar de su simplicidad, comparándolo con "un cruce entre DmC: Devil May Cry y Dynasty Warriors", pero citó el juego del dragón como mucho menos agradable. Pobre IA para los compañeros de Zero y el dragón atrajeron críticas. 
Los gráficos y el diseño de niveles fueron generalmente criticados. Cunningham calificó los ambientes de "muy sosos" en comparación con la narrativa, mientras que Wallace generalmente criticó el nivel del juego y el diseño del personaje, aunque citó las escenas cinematográficas como una mejora. En contraste, Carter elogió el diseño del personaje y llamó a las otras imágenes "absolutamente hermosas". Sullivan fue generalmente negativa, citando el diseño de nivel y la paleta de colores estrecha como parte de su crítica, y comparando los gráficos con un juego de la era PlayStation 2. Schilling generalmente criticó al juego por sus texturas, gráficos y diseño de personajes, a pesar de señalar los intentos de los desarrolladores de ridiculizar las convenciones de los juegos. Problemas técnicos como caídas de frecuencia de cuadros frecuentes , una cámara errática y desgarro de la pantalla fueron citados como fallas generales en el juego.